# 대장 오가노이드
대장 오가노이드(Colonic organoid)는 1차 조직 및 성체 줄기세포, 배아줄기세포, 유도만능줄기세포 등의 줄기세포로부터 장관의 분화 및 형태 형성 과정을 모사하도록 유도되어 대장의 특성을 가지는 오가노이드이다. 

## 개발
2011년 위트레흐트에 있는 한스 클레버스(Hans Clevers)의 연구실에서 쥐의 장 조직으로부터 분리한 성체줄기세포로 대장 오가노이드를 만들었으며, 2013년 워싱턴 대학교 세인트루이스 의대의 타데우스 S. 스타펜벡(Thaddeus S Stappenbeck)의 연구실에서 인간의 장 조직으로부터 대장의 움(crypt)에 존재하는 줄기세포를 분리하여 대장 오가노이드를 만들었다.
제임스 M. 웰스(James M. Wells)의 연구실에서는 후방 장(posterior gut) 내배엽으로의 분화에 중요한 BMP 신호를 활성화함으로써 개구리, 쥐 및 인간의 대장에서 대장의 표지인자로써 발현되는 SATB2를 발현하는 대장 오가노이드 시스템을 만들었다. 또한 이 과정을 통해 만들어진 대장 오가노이드는 대장의 구성 세포와 특징을 지닌다.
첸수이빙(Shuibing chen)의 연구실에서는 BMP type 1 receptor의 억제제인 LDN193189를 처리하여 줄기세포, 전이-증폭 세포, 배상세포, 장내분비세포을 포함하는 대장 오가노이드를 만들었다.

## 활용

### 대장 기능 연구
대장에서 대장 상피 줄기세포와 비타민 D의 관련성을 확인하기 위해 대장 오가노이드를 사용한 연구가 있다.

### 대장 질환 연구
대장염, 대장암, 폴립증, 과민성대장 증후군, 궤양성대장염 등의 질환 연구에 사용될 수 있다.

### 치료제 테스트
가족성샘종폴립증의 치료제 연구에 사용될 수 있다.

## 장관의 형태 형성 과정 및 대장 오가노이드로의 분화
먼저, 장관의 발생 과정 중 내배엽이 전장(foregut), 중장(midgut), 후장(hindgut)으로 구분된다. 그 중 중장은 작은창자과 근위(proximal) 큰창자가 되고, 후장은 원위(distal) 큰창자와 직장이 된다. 작은창자는 십이지장, 빈 창자(공장), 회장으로 구분되며, 큰창자는 막창자(맹장), 결장, 직장으로 구분된다.
이 과정을 모사하여 장 오가노이드로의 분화를 유도한다. 즉, Activin A를 처리함으로써 내배엽으로의 분화를 유도하고, Activin A, FGF4, CHIR99021(WNT3a) 을 농도에 맞게 처리하여 중-후장으로의 분화를 유도한다. 이 과정을 통해 만들어진 중-후장 타원체(spheroid)를 마트리겔에 심어 배양하며, BMP 신호를 활성화 하기 위해 BMP2를 처리하여 배양함으로써 대장 오가노이로 분화를 유도한다. 이처럼 적절한 시기에 발생과정을 모사할 수 있도록 적절한 신호를 처리함으로써 대장 오가노이드로의 분화를 유도한다.

## 대장 및 대장 오가노이드의 특징

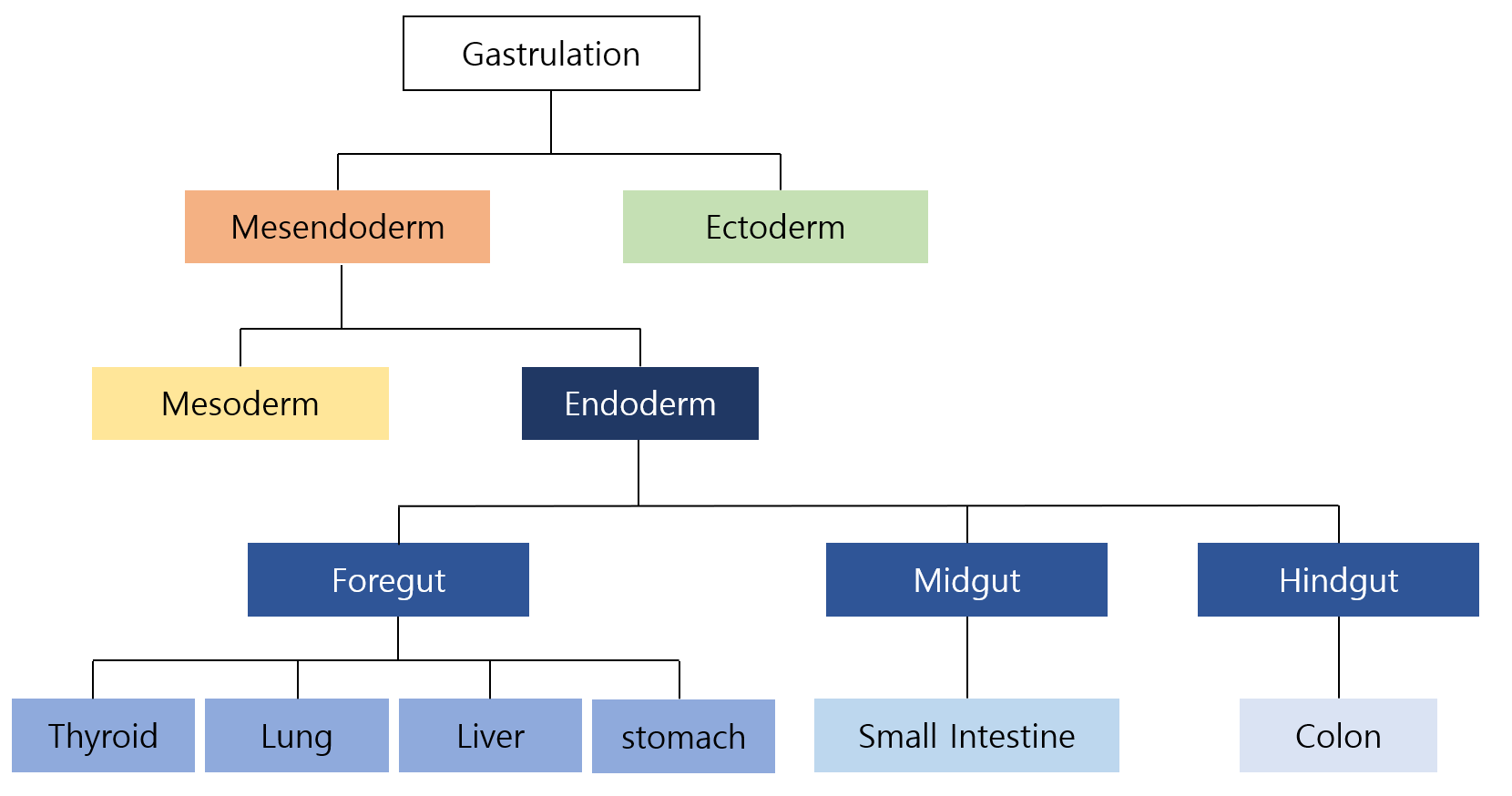
장관 분화도

대장은 수분과 소장에서 흡수하고 남은 영양분을 흡수하는 장기로, 대장 박테리아가 생성해낸 비타민 B1, 비타민 B2(, 비타민 K 등의 비타민을 흡수한다. 대장의 상피는 배상세포(Goblet cell), 장 상피세포(Enterocyte), 장 줄기세포, 장내분비세포, 술 세포(Tuft cell)로 이루어져 있으며, 점막고유층(Lamina propria)에는 대식세포, B 세포, 조절 T 세포, 수지상세포 등의 면역세포가 존재한다. 대장 오가노이드는 대장 상피에 존재하는 여러 세포 종류를 모두 포함한다. 그러나 대장 오가노이드에는 점막 고유층이 존재하지 않기 때문에 면역세포가 없으므로 면역세포에 의해 일어나는 면역반응은 모사할 수 없다. 
배상세포는 점액의 주 성분인 점액질(mucins)을 분비하는 세포로, 점액층은 장의 표면을 매끄럽게 하고 외부로부터 장 상피를 보호하는 역할을 한다.장 상피세포는 영양분을 흡수하며, 장내분비세포는 호르몬 유사물질을 분비한다. 술 세포(Tuft cell)는 붓의 털실들과 유사한 미세융모 모양을 한 세포로, 기생충 감염으로부터 세포를 보호하고, 장에서 interleukin-25(IL-25)을 분비하는 유일한 세포이다.대장과 소장의 세포 구성에서의 가장 큰 차이는 소장은 파네스 세포(Paneth cell)이 있으며, 대장에는 존재하지 않는다는 것이다.
대장 오가노이드는 대장을 구성하는 세포들을 포함하고 있으므로, 대장오가노이드로의 분화 유무를 각 세포들을 포함하고 있는가로 확인하기도 한다. 이때 배상세포의 표지인자로는 MUC2, 장 상피세포는 Villin, 장내분비세포는 CHGA, 술세포는 AVIL 등으로 확인한다.

## 향후 개발 및 적용

### 대장 오가노이드를 활용한 연구
칼슘을 포함한 배양액을 이용해 성체줄기세포로부터 얻은 대장 장기 유사체를 배양하면 대장 장기 유사체의 상피조직이 두꺼워지고, 세포와 세포 사이, 세포와 기질 사이의 결합이 증진될 수 있음을 확인하는 등 성체줄기세포 유래의 장기 유사체 배양 조건을 최적화하는 연구가 진행되고 있다.
대장 오가노이드를 방사선 직장염 쥐 모델에 이식하여 장 상피세포의 회복을 확인하는 등 이식을 통한 치료제로의 사용 연구가 진행중이다.

### 타장기 오가노이드와의 공배양
대장오가노이드와 신경 및 혈관 세포와 함께 분화하는 방법에 대해 연구한 논문이 있다.

### 대장 오가노이드의 한계
대장 오가노이드에는 면역세포의 부재로 인해 대장에서 일어나는 면역반응을 모사할 수 없다는 한계가 존재한다. 따라서 면역세포와의 공배양 방법에 대한 연구가 필요하다.
또한 실제 장기에는 근육세포, 신경세포 및 혈관이 존재하기 때문에 이를 모사할 수 있는 공배양 시스템을 만드는 연구가 필요하다. 이는 최근 연구가 진행되고 있는 미세유체 시스템 또는 어셈블로이드에 대한 연구와 더불어 연구가 진행될 수 있다.

## 참고 문헌
1. ↑  Sato, Toshiro; Stange, Daniel E.; Ferrante, Marc; Vries, Robert G.J.; van Es, Johan H.; van den Brink, Stieneke; van Houdt, Winan J.; Pronk, Apollo; van Gorp, Joost (2011년 11월). “Long-term Expansion of Epithelial Organoids From Human Colon, Adenoma, Adenocarcinoma, and Barrett's Epithelium”. 《Gastroenterology》 (영어) 141 (5): 1762–1772. doi:10.1053/j.gastro.2011.07.050.
2. ↑  Wilson, S S; Tocchi, A; Holly, M K; Parks, W C; Smith, J G (2015년 3월). “A small intestinal organoid model of non-invasive enteric pathogen–epithelial cell interactions”. 《Mucosal Immunology》 (영어) 8 (2): 352–361. doi:10.1038/mi.2014.72. ISSN 1933-0219. PMC 4326599. PMID 25118165.
3. ↑  VanDussen, Kelli L; Marinshaw, Jeffrey M; Shaikh, Nurmohammad; Miyoshi, Hiroyuki; Moon, Clara; Tarr, Phillip I; Ciorba, Matthew A; Stappenbeck, Thaddeus S (2015년 6월). “Development of an enhanced human gastrointestinal epithelial culture system to facilitate patient-based assays”. 《Gut》 (영어) 64 (6): 911–920. doi:10.1136/gutjnl-2013-306651. ISSN 0017-5749. PMC 4305344. PMID 25007816.
4. 1 2  Múnera, Jorge O.; Sundaram, Nambirajan; Rankin, Scott A.; Hill, David; Watson, Carey; Mahe, Maxime; Vallance, Jefferson E.; Shroyer, Noah F.; Sinagoga, Katie L. (2017년 7월). “Differentiation of Human Pluripotent Stem Cells into Colonic Organoids via Transient Activation of BMP Signaling”. 《Cell Stem Cell》 (영어) 21 (1): 51–64.e6. doi:10.1016/j.stem.2017.05.020.
5. ↑  Crespo, Miguel; Vilar, Eduardo; Tsai, Su-Yi; Chang, Kyle; Amin, Sadaf; Srinivasan, Tara; Zhang, Tuo; Pipalia, Nina H.; Chen, Huanhuan Joyce (2017년 7월). “Colonic organoids derived from human induced pluripotent stem cells for modeling colorectal cancer and drug testing”. 《Nature Medicine》 (영어) 23 (7): 878–884. doi:10.1038/nm.4355. ISSN 1546-170X. PMC 6055224. PMID 28628110.
6. ↑  Fernández‐Barral, Asunción; Costales‐Carrera, Alba; Buira, Sandra P.; Jung, Peter; Ferrer‐Mayorga, Gemma; Larriba, María Jesús; Bustamante‐Madrid, Pilar; Domínguez, Orlando; Real, Francisco X. (2019년 7월 29일). “Vitamin D differentially regulates colon stem cells in patient‐derived normal and tumor organoids”. 《The FEBS Journal》 287 (1): 53–72. doi:10.1111/febs.14998. ISSN 1742-464X.
7. ↑  Crespo, Miguel; Vilar, Eduardo; Tsai, Su-Yi; Chang, Kyle; Amin, Sadaf; Srinivasan, Tara; Zhang, Tuo; Pipalia, Nina H.; Chen, Huanhuan Joyce (2017년 7월). “Colonic organoids derived from human induced pluripotent stem cells for modeling colorectal cancer and drug testing”. 《Nature Medicine》 (영어) 23 (7): 878–884. doi:10.1038/nm.4355. ISSN 1546-170X. PMC 6055224. PMID 28628110.
8. ↑  Múnera, Jorge O.; Sundaram, Nambirajan; Rankin, Scott A.; Hill, David; Watson, Carey; Mahe, Maxime; Vallance, Jefferson E.; Shroyer, Noah F.; Sinagoga, Katie L. (2017년 7월). “Differentiation of Human Pluripotent Stem Cells into Colonic Organoids via Transient Activation of BMP Signaling”. 《Cell Stem Cell》 (영어) 21 (1): 51–64.e6. doi:10.1016/j.stem.2017.05.020.
9. ↑  Kubo, Atsushi; Shinozaki, Katsunori; Shannon, John M.; Kouskoff, Valerie; Kennedy, Marion; Woo, Savio; Fehling, Hans Joerg; Keller, Gordon (2004년 4월 1일). “Development of definitive endoderm from embryonic stem cells in culture”. 《Development》 131 (7): 1651–1662. doi:10.1242/dev.01044. ISSN 0950-1991.
10. ↑  Ternet, Camille; Kiel, Christina (2021년 3월 10일). “Signaling pathways in intestinal homeostasis and colorectal cancer: KRAS at centre stage”. 《Cell Communication and Signaling》 19 (1). doi:10.1186/s12964-021-00712-3. ISSN 1478-811X.
11. ↑  “Goblet Cells” (영어). 2022년 4월 26일에 확인함.
12. ↑  Harris, Nicola (2016년 3월 18일). “The enigmatic tuft cell in immunity”. 《Science》 (영어) 351 (6279): 1264–1265. doi:10.1126/science.aaf5215. ISSN 0036-8075.
13. ↑  Howitt, Michael R.; Lavoie, Sydney; Michaud, Monia; Blum, Arthur M.; Tran, Sara V.; Weinstock, Joel V.; Gallini, Carey Ann; Redding, Kevin; Margolskee, Robert F. (2016년 3월 18일). “Tuft cells, taste-chemosensory cells, orchestrate parasite type 2 immunity in the gut”. 《Science》 (영어) 351 (6279): 1329–1333. doi:10.1126/science.aaf1648. ISSN 0036-8075. PMC 5528851. PMID 26847546.
14. ↑  Gerbe, François; Legraverend, Catherine; Jay, Philippe (2012년 9월). “The intestinal epithelium tuft cells: specification and function”. 《Cellular and Molecular Life Sciences》 (영어) 69 (17): 2907–2917. doi:10.1007/s00018-012-0984-7. ISSN 1420-682X. PMC 3417095. PMID 22527717.
15. ↑  “Cell type gene expression markers”.
16. ↑  Attili, Durga; McClintock, Shannon D.; Rizvi, Areeba H.; Pandya, Shailja; Rehman, Humza; Nadeem, Daniyal M; Richter, Aliah; Thomas, Dafydd; Dame, Michael K. (2018년 12월 22일). “Calcium-Induced Differentiation in Normal Human Colonoid Cultures”. 2022년 4월 26일에 확인함.
17. ↑  Wilson, Sarah S.; Mayo, Martha; Melim, Terry; Knight, Heather; Patnaude, Lori; Wu, Xiaoming; Phillips, Lucy; Westmoreland, Susan; Dunstan, Robert (2021년 2월 12일). “Optimized Culture Conditions for Improved Growth and Functional Differentiation of Mouse and Human Colon Organoids”. 《Frontiers in Immunology》 11. doi:10.3389/fimmu.2020.547102. ISSN 1664-3224.
18. ↑  AGAROSSI, GIOVANNA; DORIA, GINO (1968년 5월). “RECOVERY OF THE HEMOLYSIN RESPONSE IN MOUSE RADIATION CHIMERAS”. 《Transplantation》 6 (3): 419–426. doi:10.1097/00007890-196805000-00013. ISSN 0041-1337.
19. ↑  Moussa, Lara; Lapière, Alexia; Squiban, Claire; Demarquay, Christelle; Milliat, Fabien; Mathieu, Noëlle (2020년 1월 1일). “BMP Antagonists Secreted by Mesenchymal Stromal Cells Improve Colonic Organoid Formation: Application for the Treatment of Radiation-induced Injury”. 《Cell Transplantation》 29: 096368972092968. doi:10.1177/0963689720929683. ISSN 0963-6897.
20. 1 2  Park, Chul Soon; Nguyen, Le Phuong; Yong, Dongeun (2020년 10월). “Development of Colonic Organoids Containing Enteric Nerves or Blood Vessels from Human Embryonic Stem Cells”. 《Cells》 (영어) 9 (10): 2209. doi:10.3390/cells9102209. ISSN 2073-4409. PMC 7600593. PMID 33003541.